# دردار أجرد
دردار أجرد أو دردار حقلي أو بوقيصا حمراء أو بوقيصا حقلية (الاسم العلمي: Ulmus glabra) هو نوع من النباتات يتبع جنس الدردار من الفصيلة الدردارية. وهو أوسع أنواع الدردار انتشاراً، من أيرلندا إلى جبال الأورال شرقاً، ومن الدائرة القطبية الشمالية حتى جبال البيلوبونيز في اليونان جنوباً، كما أنها توجد في إيران.

## الموئل والانتشار
موطنه بلاد الشام وتركيا والقوقاز وكل مناطق أوروبا.

## الوصف النباتي
هي شجرة نفضية كبيرة من الأنواع الجبلية، تنمو على ارتفاعات أقل من 1500م، مفضلة مواقع ذات تربة رطبة ورطوبة عالية. يمكن أن تشكل الشجرة الغابات الصافية في إسكندنافيا. يعيش شمالا حتى خط عرض 67° شمالاً في بيارن في النرويج. كما أدخل دردار أجرد بنجاح إلى نارسارسواك، بالقرب من الطرف الجنوبي لغرينلاند (61° شمالاً).

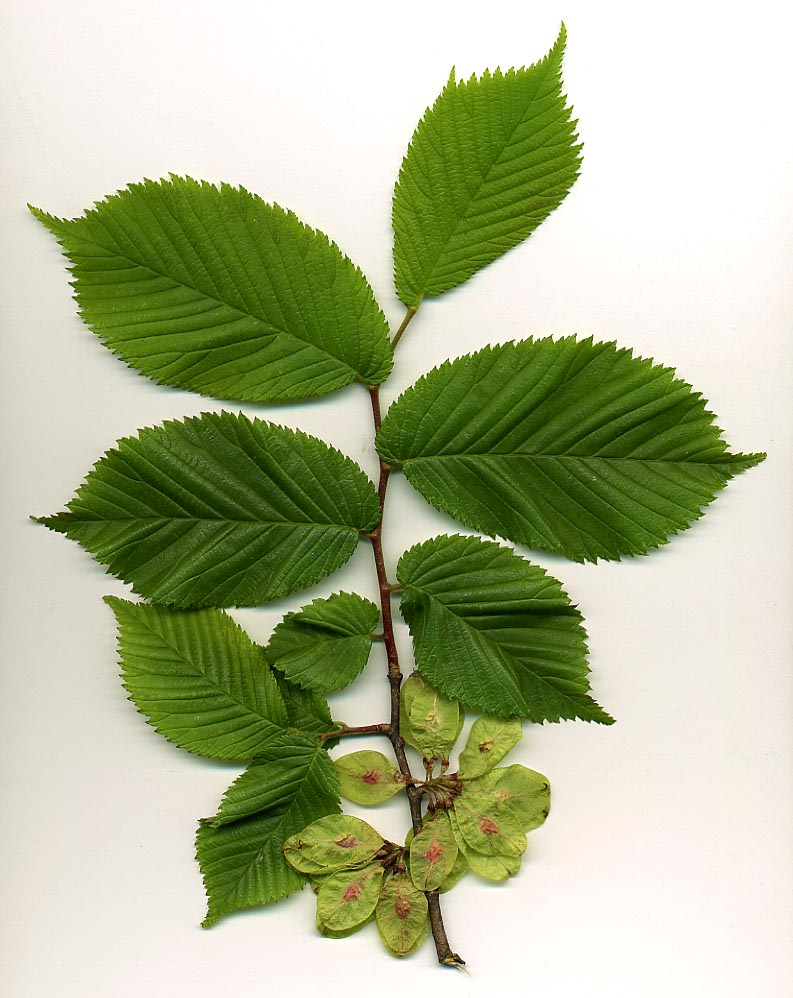
ورق دردر اجرد

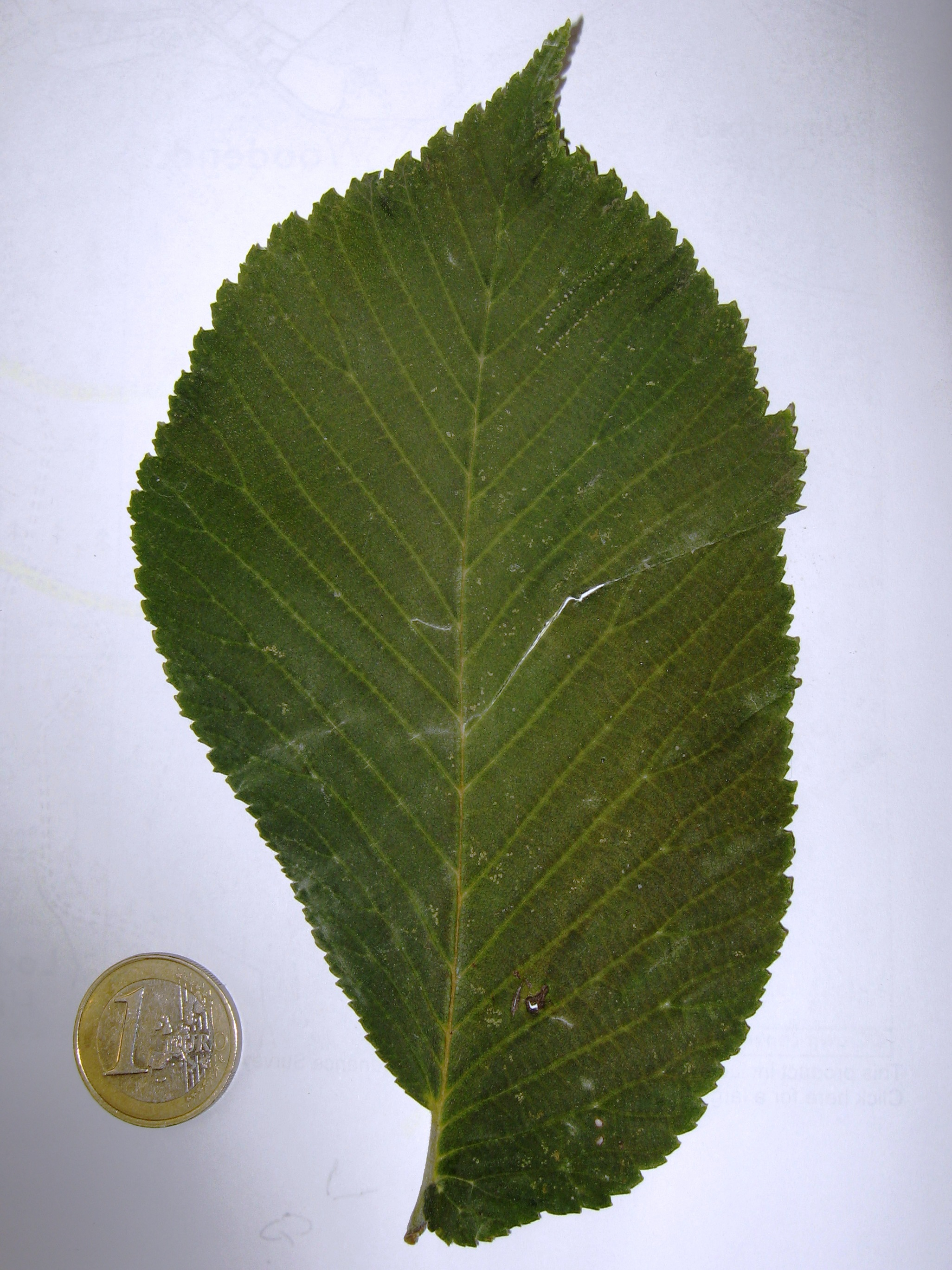
ورق دردر احمر بجانب عملة اورو

## مرادفات للاسم العلمي
- (باللاتينية: Ulmus elliptica K. Koch)
- (باللاتينية: Ulmus montana Stokes)
- (باللاتينية: Ulmus scabra Mill.)
- (باللاتينية: Ulmus sukaczevii Andronov)
- (باللاتينية: Ulmus glabra subsp. montana (Stokes) Hyl.)
- (باللاتينية: Ulmus glabra subsp. scabra (Mill.) Hyl.)
- (باللاتينية: Ulmus glabra var. montana (Stokes) Lindq.)
- (باللاتينية: Ulmus glabra var. scabra (Mill.) Lindq.)